# Röste
Röste är en by och småort i Bollnäs kommun belägen i Bollnäs socken, cirka 5 kilometer norr om Bollnäs och vid Rösteåns mynning i Ljusnan. 

## Geografi
Röste är beläget i nedre delen av Rösteåns dalgång där efterglaciala avlagringar bildar ett mindre jordbrukspräglat slättland kring ån. Här har även ån ett stilla meandrande lopp. I väster omger skogbeklädda berg den här forsande ån. Söder om Röste finns även resterna av rullstensåsen Båren. Inom Röste by finns två naturliga tjärnar, Kusmyrtjärnen och Acktjärnen samt dammen Åsbackaviken.

## Historia
På flera platser i byn har det gjorts fynd av trindyxor. I området finns även kända fångstgropar.
Första gången Röste omnämns i skrift är 17 november 1460 då det ges ut ett brev som bekräftelse på ett jordabyte mellan Peter Källbjörnsson i Röste och Sven i Hässja i Alfta socken. Enligt hjälpskattelängden "Gärder och hjälper" från 1535 fanns det redan då 16 gårdar eller bidragsgivare. På 1500-talet varierade antalet jordägare mellan 20 och 22 stycken, för att sedan i 1600-talets skatteläggning fastställas till de i senare tid kända 18 stamhemmanen. På 1700-talet sker successivt en del nyodling. storskifte slutförs 1779 och laga skifte slutförs 1877. ´Laga skiftet och det ökande antalet jordägare medför att bysamhället splittras allt mer och sprids ut på ett större område. 
Rösteån har varit viktig för Röstes utveckling genom tiderna. Den har påverkat förutsättningen för jordbruket och småindustrier har vuxit fram i olika delar av byn vid dess forsar till exempel kvarnar, tullkvarn, smedjor, sågverk och kraftverk.

### Dönjegården
Söndagen den 22 juni 1952 invigdes byns bygdegård Dönjegården. Enligt tidningen Ljusnan hade ca 10000 personer samlats när Albert W. Sjöberg förklarade Dönjegården invigd. Det var samma år som bygdens son Gösta "Snoddas" Nordgren slog igenom i radioprogrammet "Karusellen" med sin "Flottarkärlek". Gården ägs och drivs nu av Röste Bygdegårdsförening sedan drygt 30 år.

## Personer med anknytning till Röste
Bandyspelaren och artisten Snoddas bodde i Röste under många år, och artisten Evan växte upp i byn. 